# بهار سومخ
بهار سومخ (بالإنجليزية: Bahar Soomekh)‏ ممثلة من مواليد 30 مارس 1975 ولدت في طهران، ثم انتقلت إلى الولايات المتحدة للعمل في هوليوود ومن المعروف عن أدوارها في عدة أفلام منها سو 3 (فيلم) ومهمة مستحيلة 3

## روابط خارجية
- بهار سومخ على موقع IMDb (الإنجليزية)
- بهار سومخ على موقع ألو سيني (الفرنسية)
- بهار سومخ على موقع أول موفي (الإنجليزية)
- بهار سومخ على موقع قاعدة بيانات الأفلام السويدية (السويدية)
- بهار سومخ على موقع قاعدة بيانات الفيلم (الإنجليزية)
- بهار سومخ على موقع كينوبويسك (الروسية)